# Brawijayastadion
Het Brawijayastadion is een multifunctioneel stadion in Kediri, een stad in Indonesië. 
Het stadion wordt vooral gebruikt voor voetbalwedstrijden, de voetbalclub Persik Kediri maakt gebruik van dit stadion. In het stadion is plaats voor 20.000 toeschouwers. 